# Петрівська селищна рада (Іванівський район)
Петрі́вська се́лищна ра́да (у минулому — Петрівська сільська рада) — колишня адміністративно-територіальна одиниця та орган місцевого самоврядування в Іванівському районі Одеської області. Адміністративний центр — селище міського типу Петрівка.

## Історія
У 1935 році Петрівська сільська рада була передана зі складу Роздільнянського району до новоутвореного Янівського району.

## Загальні відомості
Петрівська селищна рада утворена в 1957 році.
- Територія ради: 31,24 км²
- Населення ради: 5 043 особи (станом на 2001 рік)

## Населені пункти
Селищній раді підпорядковані населені пункти:
- смт Петрівка
- с. Улянівка

## Склад ради
Рада складалась  з 24 депутатів та голови.
- Голова ради:
- Секретар ради:

### Керівний склад попередніх скликань
| Прізвище, ім'я, по батькові   | Основні відомості                                                                                 | Дата обрання | Дата звільнення |
| ----------------------------- | ------------------------------------------------------------------------------------------------- | ------------ | --------------- |
| Васильченко Тетяна Миколаївна | Селищний голова, 1968 року народження, освіта вища, член Всеукраїнського об'єднання «Батьківщина» | 26.03.2006   | 31.10.2010      |
| Пєнов Віктор Павлович         | Селищний голова, 1949 року народження, освіта вища, член Народної партії                          | 31.10.2010   | 29.12.2011      |
| Васильченко Тетяна Миколаївна | Селищний голова, 1968 року народження, освіта вища, член Партії регіонів                          | 27.05.2012   | 25.10.2015      |

Примітка: таблиця складена за даними сайту Верховної Ради України

### Депутати
За результатами місцевих виборів 2010 року депутатами ради стали:

#### За суб'єктами висування
| Суб'єкт висування                                       | Кількість обраних депутатів | %    |
| ------------------------------------------------------- | --------------------------- | ---- |
| Партія регіонів                                         | 10                          | 41,7 |
| Самовисування                                           | 5                           | 20,8 |
| Народна партія                                          | 3                           | 12,5 |
| Політична партія Всеукраїнське об'єднання «Батьківщина» | 3                           | 12,5 |
| Комуністична партія України                             | 2                           | 8,3  |
| Політична партія «Фронт Змін»                           | 1                           | 4,2  |

#### За округами
| № округу                                                | Прізвище, ім'я, по батькові    | Дата визнання обраним | Освіта             | Партійна приналежність                        | Відомості про обраного депутата                               |
| ------------------------------------------------------- | ------------------------------ | --------------------- | ------------------ | --------------------------------------------- | ------------------------------------------------------------- |
| Комуністична партія України                             |                                |                       |                    |                                               |                                                               |
| 5                                                       | Корфуненко Ірина Миколаївна    | 02.11.2010            | середня            | позапартійна                                  | приватний підприємець                                         |
| 8                                                       | Дорога Олена Юріївна           | 02.11.2010            | середня            | позапартійна                                  | Буялицький комбінат хлібопродуктів, інженер з техніки безпеки |
| Народна Партія                                          |                                |                       |                    |                                               |                                                               |
| 3                                                       | Романова Віра Михайлівна       | 02.11.2010            | середня            | позапартійна                                  | ПП «Буялик», директор                                         |
| 9                                                       | Грінченко Федосія Сергіївна    | 02.11.2010            | вища               | член Народної партії                          | ВАТЕК «Одесобленерго», юрист                                  |
| 22                                                      | Вечера Ольга Степанівна        | 02.11.2010            | вища               | член Народної партії                          | домогосподарка                                                |
| Партія регіонів                                         |                                |                       |                    |                                               |                                                               |
| 4                                                       | Марінов Радіон Дмитрович       | 02.11.2010            | вища               | член Партії регіонів                          | приватний підприємець                                         |
| 6                                                       | Данелюк Павло Васильович       | 02.11.2010            | вища               | член Партії регіонів                          | Петрівська селищна рада, секретар                             |
| 11                                                      | Коєв Олексій Миколайович       | 02.11.2010            | середня            | член Партії регіонів                          | ТОВ «Інтертелеком», охоронець                                 |
| 13                                                      | Гочева Любов Іванівна          | 02.11.2010            | середня спеціальна | член Партії регіонів                          | Буялицьке СПО, голова правління                               |
| 14                                                      | Жекова Євгенія Георгіївна      | 02.11.2010            | середня спеціальна | член Партії регіонів                          | Петрівська селищна рада, секретар друкарка                    |
| 15                                                      | Міхова Людмила Георгіївна      | 02.11.2010            | вища               | член Партії регіонів                          | приватний підприємець                                         |
| 18                                                      | Дембицька Міневера Мукадесівна | 02.11.2010            | середня спеціальна | член Партії регіонів                          | Петрівська амбулаторія сімейного типу, медична сестра         |
| 19                                                      | Добров Іван Степанович         | 02.11.2010            | середня спеціальна | член Партії регіонів                          | приватний підприємець                                         |
| 20                                                      | Соловйова Алла Анатоліївна     | 02.11.2010            | середня спеціальна | член Партії регіонів                          | Петрівська музична школа, директор                            |
| 23                                                      | Кочурова Марія Петрівна        | 02.11.2010            | середня спеціальна | член Партії регіонів                          | ТОВ «Ніва 1200», завідувачка складом                          |
| Політична партія Всеукраїнське об'єднання «Батьківщина» |                                |                       |                    |                                               |                                                               |
| 1                                                       | Сєбов Валентин Петрович        | 19.11.2010            | вища               | член Всеукраїнського об'єднання «Батьківщина» | пенсіонер                                                     |
| 10                                                      | Міхова Вікторія Анатоліївна    | 02.11.2010            | вища               | член Всеукраїнського об'єднання «Батьківщина» | приватний підприємець                                         |
| 12                                                      | Атаман Любов Олександрівна     | 02.11.2010            | середня спеціальна | член Всеукраїнського об'єднання «Батьківщина» | Одеська залізнична станція, диспетчер                         |
| Політична партія «Фронт Змін»                           |                                |                       |                    |                                               |                                                               |
| 24                                                      | Делієргієв Василь Іванович     | 02.11.2010            | середня            | член Політичної партії «Фронт Змін»           | Одеська залізниця, стрілець военізованої охорони              |
| Самовисування                                           |                                |                       |                    |                                               |                                                               |
| 2                                                       | Дмитрієв Степан Семенович      | 02.11.2010            | вища               | позапартійний                                 | пенсіонер                                                     |
| 7                                                       | Погор Дмитро Володимирович     | 02.11.2010            | середня            | позапартійний                                 | тимчасово не працює                                           |
| 16                                                      | Арнаутова Ольга Петрівна       | 09.06.2013            | вища               | позапартійна                                  | Петрівська селищна рада, землевпорядник                       |
| 17                                                      | Гуцу Ірина Олександрівна       | 02.11.2010            | середня            | позапартійна                                  | приватний підприємець                                         |
| 21                                                      | Бузіян Дмитро Дмитрович        | 28.12.2010            | середня            | позапартійний                                 | ТОВ «Іванівський райсількомунгосп», майстер                   |